# Пицоли
Пѝцоли (на италиански: Pizzoli, на местен диалект Pizzuli, Пицули) е малко градче и община в Южна Италия, провинция Акуила, регион Абруцо. Разположено е на 740 m надморска височина. Населението на общината е 4228 души (към 2014 г.).